# Federico Biaggi
Federico Biaggi Mandatori (Roma, 24 ottobre 1987) è un pilota motociclistico italiano.

## Biografia
Essendo il figlio della sorella di Max Biaggi il suo cognome è Mandatori (quello del padre) ma preferisce farsi riconoscere in ambito motociclistico con il cognome Biaggi.

## Carriera
Inizia la sua carriera da professionista in competizioni di rilievo nel 2006 vincendo la coppa Italia nella classe 125. Nello stesso anno corre con una Honda RS 125 R due gare del campionato italiano velocità nella classe 125, realizzando 8 punti che lo posizionano 23º nella graduatoria piloti.
Nel 2007 è impegnato principalmente nel campionato italiano sempre in 125, dove corre tutte le gare in calendario con una Friba arrivando quarto con 53 punti, totalizzando anche due piazzamenti a podio ed un giro veloce in gara. Nella stessa stagione partecipa ad alcune gare del campionato spagnolo (dove si piazza 30º con 4 punti) ed anche ad una gara del campionato Europeo Velocità dove, grazie al secondo posto ottenuto a Vallelunga, chiude 13º con 20 punti. Sempre nel 2007 l'esordio in una competizione di rango mondiale, partecipando come wild card al Gran Premio di San Marino sempre con la Friba nella classe 125 del motomondiale.
Nel 2008 disputa la gara inaugurale nel campionato italiano 125 classificandosi ottavo. Nella stessa stagione prende parte alla coppa Italia su una Yamaha YZF-R6 del team Ciatti Elle2 Promotion.
Nel 2009 si sposta in Superstock 1000 FIM Cup con una Aprilia RSV4 Factory del JiR Junior Team Gabrielli. Termina la stagione al 32º posto nella graduatoria piloti, ottenendo 4 punti frutto di un dodicesimo posto ottenuto al gran premio d'Italia svoltosi sul circuito di Monza.
Nel 2010 corre nel campionato italiano Stock 600 con la Yamaha YZF R6 del Trasimeno Yamaha Junior Team con cui si classifica ottavo. Nel 2011, in sella ad un'Aprilia RSV4 1000, chiude al quinto posto nel campionato Italiano Superbike. Tra i piloti titolari anche per la stagione 2012 con Ducati, nel CIV Superbike, non ottiene punti.

## Risultati nel motomondiale
| 2007 | Classe | Moto  |  |  |  |  |  |  |  |  |  |  |    |  |    |  |  |  |  |  | Punti | Pos. |
| ---- | ------ | ----- |  |  |  |  |  |  |  |  |  |  | -- |  | -- |  |  |  |  |  | ----- | ---- |
| 2007 | 125    | Friba |  |  |  |  |  |  |  |  |  |  | NE |  | 32 |  |  |  |  |  | 0     |      |

| Legenda | 1º posto        | 2º posto            | 3º posto            | A punti      | Senza punti        | Grassetto – Pole position Corsivo – Giro più veloce |
| Legenda | Gara non valida | Non qual./Non part. | Ritirato/Non class. | Squalificato | '-' Dato non disp. | Grassetto – Pole position Corsivo – Giro più veloce |